# جدجد
الجَدَاجِد (المفرد: جُدْجُد) أو صرّارات الليل هي حشرات مستقيمة الأجنحة التي ترتبط بالجَخَادِب وبصورة أبعد بالجنادب. في الأدبيات القديمة، مثل تلك الخاصة بِإمز [الإنجليزية]، وُضعت الجداجد على مستوى الفصيلة (أي الفصيلة الجدجدية)، ولكن المصنفين المعاصرين بما في ذلك أوت [الإنجليزية] يضعه الآن في الفصيلة العليا الجدجدانيات.  وقد استُخدمت الكلمة معًا لوصف الأصانيف أكثر ارتباطًا في رتبة حاملات السيوف، مثل الجداجد المُلوك والحواليش.
للجداجد أجسام أسطوانية الشكل أساسًا ورؤوس مستديرة وقرنا استشعارها طويلة. وخلف الرأس يوجد كَوْسَل أملس وقوي. ينتهي البطن بأُشرتين طويلتين؛ وللإناث مسرأ أسطواني طويل. تشمل السمات التشخيصية أرجلًا ذات أَرْسُغ مكون من 3 أجزاء؛ وكما هو الحال مع العديد من مستقيمات الأجنحة، فإن الأرجل الخلفية لها أفخاذ متضخمة، مما يوفر القوة للقفز. تتكيف الأجنحة الأمامية لتصبح جُنَيِّحات غمدية جلدية صلبة، وتصدر بعض الجداجد أصواتها عن طريق فرك أجزاء منها معًا. أم الأجنحة الخلفية فهي غشائية ومطوية عندما لا تستخدم في الطيران، ومع ذلك فإن العديد من الأنواع لا تطير. أكبر أفراد هذه الفصيلة هي الجداجد الثور، حفارة قصيرة [الإنجليزية]، والتي يصل طولها إلى 5 سنتيمترات.
تتوزع الجداجد في جميع أنحاء العالم باستثناء خطوط العرض 55 درجة أو أعلى، ويوجد أكبر تنوع لها في المناطق الاستوائية . توجد في موائل متنوعة من الأراضي العشبية والجنبات والغابات إلى المستنقعات والشواطئ والكهوف. الجداجد هي حشرات ليلية في الغالب، وهي معروفة بصريرها العالي والمستمر الذي يصدره الذكور في محاولة لجذب الإناث، على الرغم من أن بعض الأنواع صامتة. تتمتع الأنواع الصَّارَّة بسمع جيد، وذلك من خلال الطبلات [الإنجليزية] الموجودة على قصبات الأرجل الأمامية.
غالبًا ما تظهر الجداجد شخصياتٍ في الأدب. يظهر الجدجد المتكلم [الإنجليزية] في كتاب الأطفال مغامرات بينوكيو لكارلو كولودي عام 1883، وفي الأفلام المقتبسة من الكتاب. وتحتل الحشرة مكانة مركزية في رواية "الجدجد في الموقد" التي كتبها تشارلز ديكنز عام 1845، ورواية "الجدجد في تايمز سكوير [الإنجليزية]" التي كتبها جورج سيلدن عام 1960. احتُفِيَ بالجداجد في قصائد وليم وردزورث وجون كيتس ودو فو وفلاديمير نازور. كما يحتَفَظ بها باعتبارها حيواناتٍ أليفةٍ في بلدان من الصين إلى أوروبا، وفي بعض الأحيان لقتال الجداجد. تتمتع الجداجد بالقدرة على تحويل طعامها إلى كتلة الجسم [الإنجليزية]، مما يجعلها مرشحة لإنتاج الغذاء. وتستخدم غذاءً للإنسان في جنوب شرق آسيا، وفيها تباع مقليةً عميقًا في الأسواق على شكل وجبات خفيفة. كما تُستخدم أيضًا علفًا للحيوانات [الإنجليزية] الأليفة آكلة اللحوم وحيوانات حدائق الحيوانات. تظهر الجداجد في التراث الشعبي البرازيلي باعتبارها نذير أحداث مختلفة.